# Chapelle Saint-Pierre d'Iné
La chapelle Saint-Pierre-d'Iné est un édifice de la commune de Fougères, dans le département d’Ille-et-Vilaine en région Bretagne.

## Localisation
Elle se trouve au nord-est du département et au sud de la ville de Fougères. 

## Historique
Une ancienne chapelle se trouvait au même emplacement dès le XVe siècle. La chapelle actuelle date de 1787.
Le mur du chevet et ses peintures murales sont classés au titre des monuments historiques depuis le 29 décembre 1982,.
La chapelle dispose d'un ciboire et d'un calice datant du XIXe siècle et inventoriés.

## Architecture
Le bâtiment est rectangulaire avec un toit à double pente surmonté d'un petit clocher.